# Ács Károly (lelkész)
Ács Károly (Lepsény, 1819. május 20. – Tótvázsony, 1882. március 2.) református lelkész, egyházi író.

## Élete
Tanulmányait Pápán végezte 1843-ban. A következő évben a költészeti osztály tanítója, 1845–47-ben kocsi (Komárom vármegye) akadémikus rektor volt. 1847-ben Habai királyi táblai előadó mellé jegyzőnek esküdött fel; majd Budára ment, és a helytartótanács fogalmazói osztályába vették fel. 1848-ban Pázmándy Dénes Fejér vármegyei főispán oldalánál mint titkár működött, de csakhamar, a rendszeres közigazgatás megszűnte után Veszprém és Fejér vármegyei rokonaihoz költözött. A következő év tavaszán, mivel a hittani pályát is elvégezte, Papkeszin alkalmazták segédként; csakhamar rendes lelkészévé választotta Tihany, innen 1852-ben Henye, két évvel utóbb Tótvázsony hívta meg, ahol szeme világát elveszítette, és segédet volt kénytelen tartani, mígnem 1882. március 2-án meghalt.

## Munkái
- Ne felejts Istent. Pápa. 1855. (Imák. 2. bőv. kiadás. Veszprém. 1874.) Újabb kiadás: Ne felejts Istent. Imádságok a protestáns keresztyén nép használatára. Pápa, 1913.)
- Egészség tudomány versben (Ez azonban, mint hasonló apró iskolai füzetei a veszprémi egyházmegyén túl szélesebb elterjedést nem nyert)